# Сюжет для небольшого рассказа
«Сюже́т для небольшо́го расска́за» («Лика — любовь Чехова») — советско-французский художественный широкоформатный фильм, снятый режиссёром Сергеем Юткевичем в 1969 году.
Картина получила Памятную медаль Международного кинофестиваля в Венеции.

## Сюжет
История создания пьесы «Чайка» и её провала на сцене Александринского театра перемежается с рассказом о взаимоотношениях Чехова с Ликой Мизиновой и Игнатием Потапенко.

## В ролях
- Николай Гринько — Антон Павлович Чехов
- Марина Влади — Лика Мизинова
- Ия Саввина — Мария Павловна Чехова
- Ролан Быков — Михаил Павлович Чехов
- Евгений Лебедев — Павел Егорович Чехов
- Александра Панова — Евгения Яковлевна Чехова
- Екатерина Васильева — Овчинникова, художница
- Леонид Галлис — Владимир Алексеевич Гиляровский
- Александр Кузнецов — Журкин
- Юрий Яковлев — Игнатий Николаевич Потапенко
- Сергей Кулагин — купец Грибов
- Евгений Шутов — отец Герасим
- Виктор Авдюшко — крестьянин
- Владимир Осенев — Курбатов
- Георгий Тусузов — суфлёр
- Светлана Светличная — Афродита Попандос
- Галина Комарова — горничная
- Игорь Кваша — эпизод
- Александр Ширвиндт — эпизод

## Съёмочная группа
- Автор сценария: Леонид Малюгин
- Режиссёр-постановщик: Сергей Юткевич
- Главный оператор: Наум Ардашников
- Декорации по эскизам: Алины Спешневой, Николая Серебрякова
- Художник-постановщик: Арнольд Вайсфельд
- Художник по костюмам:	Людмила Кусакова
- Композитор: Родион Щедрин
- Звукорежиссёр: Борис Вольский
- Монтаж: Клавдия Алеева
- Оператор комбинированных съёмок: Борис Травкин
- Художник-гримёр: Елена Калева, Михаил Чикирев
- Директор картины: Лев Кушелевич

## Прокат
Премьеры
- 6 октября 1969 года в Москве (СССР)
- 16 января 1970 года в Париже (Франция)
- 20 марта 1970 года в Хельсинки (Финляндия)

Ретроспективы
- 2006 — Русское кино в кинотеатре Arlequin, Париж (Франция)
- 2009 — Фестиваль русского кино, Онфлёр (Франция)
- 2009 — Россия-Франция: перекрестки, Москва (Россия)